# عشق أباد (بل دشت)
عشق‌ أباد هي قرية في مقاطعة بل دشت، إيران. عدد سكان هذه القرية هو 278 في سنة 2006.